# Cees Brekelmans
Cornelius Gerardus Antonius Alfonsus (Cees) Brekelmans (Zwolle, 18 mei 1944) is een Nederlands politicus van de PvdA.
Hij was gemeenteraadslid in Deventer en is daar ook van 1982 tot 1994 wethouder geweest. In 1995 werd hij waarnemend burgemeester van Odoorn wat hij bleef tot die gemeente op 1 januari 1998 opging in de nieuwe gemeente Borger-Odoorn. Later was hij waarnemend burgemeester van Olst wat op 1 januari 2001 opging in de nieuwe gemeente Olst-Wijhe. In december 2000 werd Brekelmans burgemeester van Borne welke functie hij vervulde tot 1 juni 2009 toen hij met pensioen ging.